# Johann Christian August Sponholz

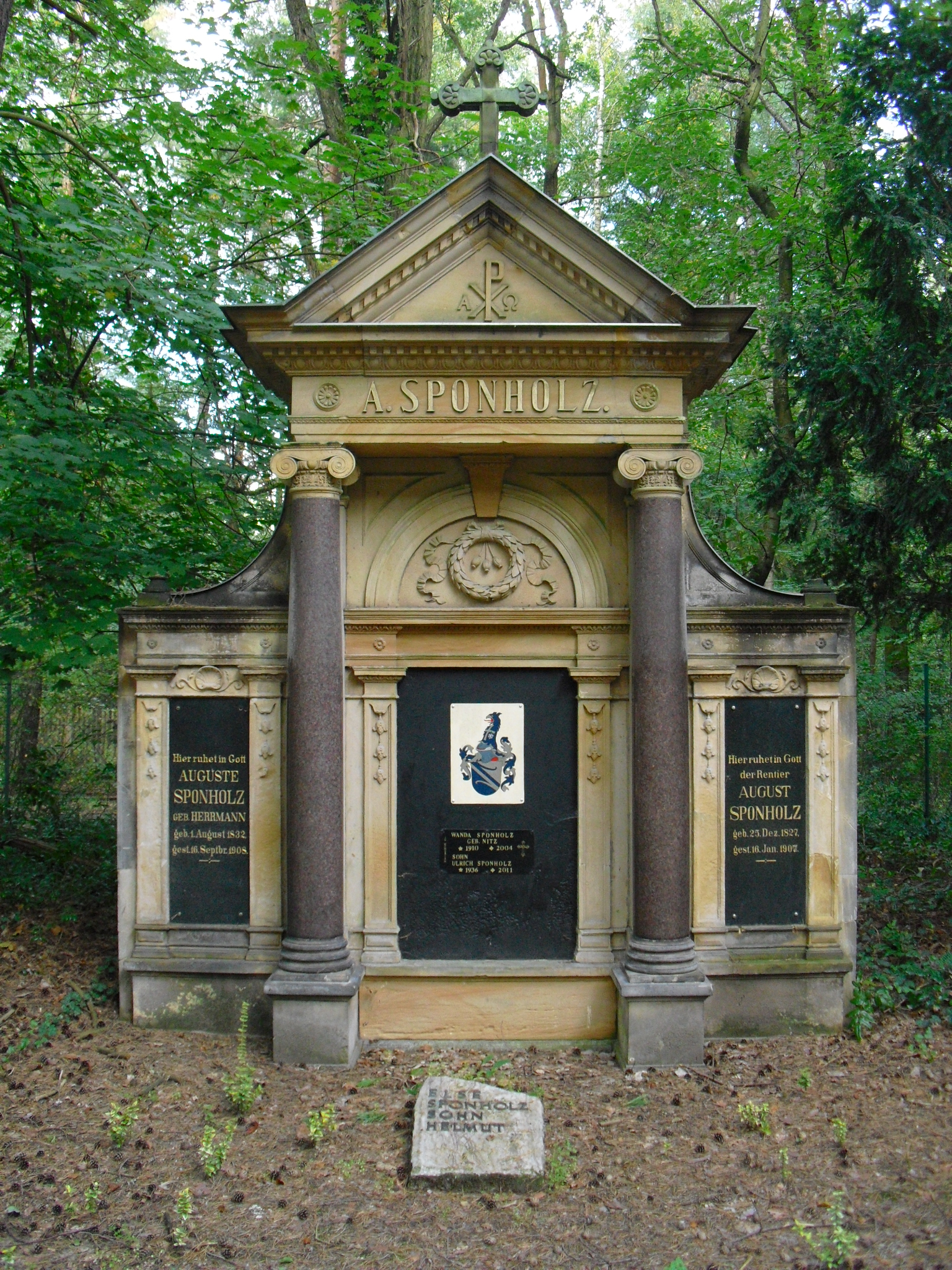
Grabdenkmal für August Sponholz auf dem Südwestkirchhof Stahnsdorf

Johann Christian August Sponholz (* 25. Dezember 1827 in Zadtkow in Pommern; † 16. Januar 1907 in Mariendorf-Südende) war ein Berliner Kaufmann, Grundbesitzer und Bodenspekulant.
Ähnlich wie der Unternehmer Johann Anton Wilhelm von Carstenn kaufte Sponholz dem Rittergut Deutsch-Wilmersdorf Grundstücke ab, die damals noch zum Kreis Teltow gehörten und parzellierte ab 1873 das Anrainergebiet der ab 1884 nach ihm benannten – rund 600 Meter langen – Sponholzstraße im heutigen Berliner Ortsteil Schöneberg. 
Ein Jahr nach dem Grundstückskauf wurde im Jahr 1874 der benachbarte Ortsteil Friedenau selbstständige Gemeinde des Kreises Teltow und die Grundstücke stiegen erheblich im Wert. Sponholz ließ zu beiden Seiten „seiner“ Straße zwei- bis dreigeschossige Häuser mit großzügigen Wohnungen zwischen 130 und 230 Quadratmetern bauen.
Um in Zeiten schlechter Straßen und Verkehrsanbindungen die in unmittelbarer Nähe verlaufende Wannseebahn auch in Friedenau halten zu lassen, verhandelte Sponholz zusammen mit dem Gemeinnützigen Verein Friedenau und der Direktion der Berlin-Potsdam-Magdeburger Eisenbahngesellschaft: Ab November 1874 machten anfangs 14, später 21 Züge täglich Halt am neu entstandenen Bahnhof Friedenau, für den Sponholz mit Banken und anderen Grundstücksgesellschaften 6000 Mark zusammengetragen hatte.
Seit der Inbetriebnahme eigener Vorortgleise der Neuen Wannseebahn im Oktober 1891 besitzt der Bahnhof zwei Gleise an einem Mittelbahnsteig und ist über einem Tunnelzugang vom östlich gelegenen Dürerplatz sowie der westlichen Bahnhofstraße zu erreichen. Das Bahnhofsgebäude im Gewächshausstil ist das einzige der Wannseebahnstationen, das bis heute in Fachwerkausführung erhalten ist. Ein Teilgebäude beherbergt ein kleines Tagescafé mit Terrasse.
Auf Sponholz’ Grabplatte auf dem Südwestfriedhof Stahnsdorf (Umbettungen Erbbegräbnisse 15) steht als Beruf „Rentier“. Das ursprüngliche Begräbnis fand auf dem Schöneberger Friedhof der St. Matthäus Gemeinde in der Großgörschenstraße statt. Albert Speer ließ 1939 das monumentale Wandgrab abbauen und in Stahnsdorf wieder aufbauen. 